# Biserica Sfântul Nicolae din Golumbelu
Biserica „Sfântul Nicolae” este un monument istoric aflat pe teritoriul satului Golumbelu, comuna Fărcaș, județul Dolj.

## Istoric și trăsături
Biserica, cu hramul inițial „Sfinții Nicolae și Vasile", a fost ridicată la 1816. Din același an datează și pictura ctitoriei, ce are fațadele zugrăvite în întregime cu personaje și diverse scene. Se păstrează în bună măsură (respectiv pe fațada pridvorului și pe unele porțiuni din fațadele sudică și nordică) o pictură exterioară veche, contemporană inscripției „1816 iulie 16", vizibilă deasupra intrării în biserică; pictura din interiorul pridvorului datează tot din 1816. Starea de conservare a picturii exterioare a bisericii este nesatisfăcătoare, biserica aflându-se într-o stare destul de avansată de degradare.

## Imagini

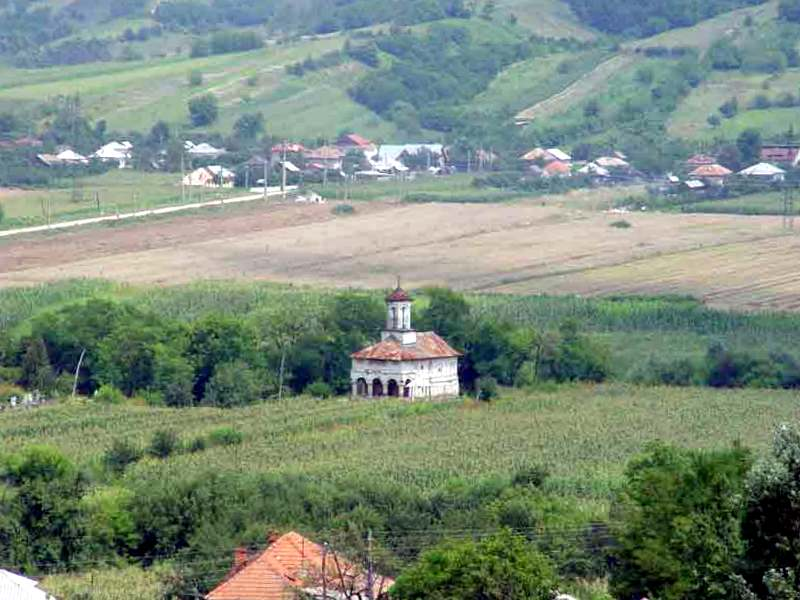
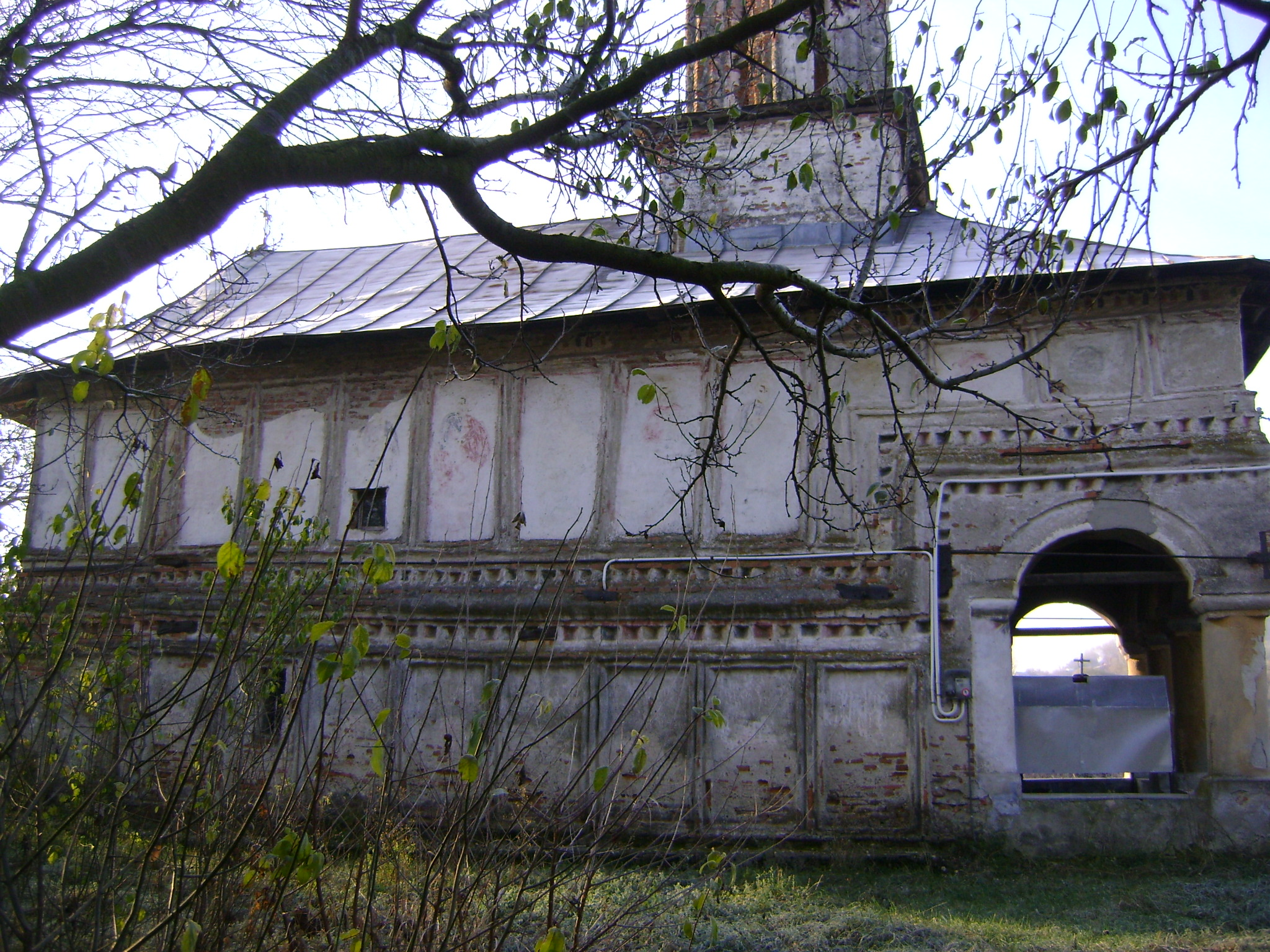
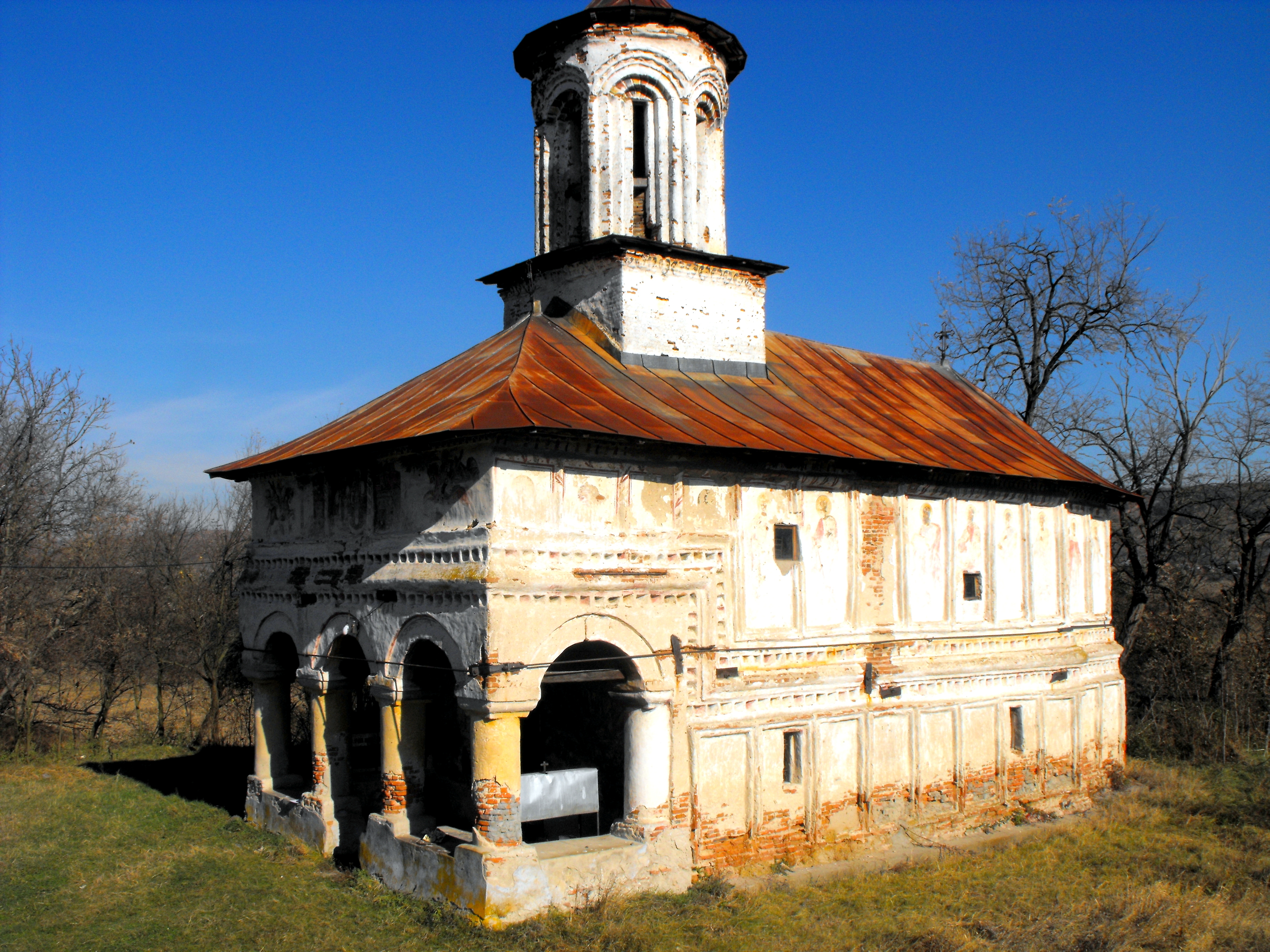